# Telephanus apicalis
Telephanus apicalis es una especie de coleóptero de la familia Silvanidae.

## Distribución geográfica
Habita en Cuba.